# Peter Riedlberger
Peter Riedlberger (* 1973 in Aichach) ist ein deutscher Altertumswissenschaftler und Rechtshistoriker.
Riedlberger studierte von 1992 bis 1997 Alte Geschichte, Klassische Philologie und Klassische Archäologie in München, Freiburg i. Br. und Paris X Nanterre. Im Jahr 2009 erfolgte die Promotion zum Dr. phil. im Fach Lateinische Philologie an der Universität Kiel. Die von Thorsten Burkard betreute Dissertation Philologischer, historischer und liturgischer Kommentar zum 8. Buch der Johannis des Goripp nebst kritischer Edition und Übersetzung wurde mit dem Fakultätenpreis der Schleswig-Holsteinischen Universitäts-Gesellschaft ausgezeichnet und erschien 2010.
Von 2010 bis 2011 arbeitete Riedlberger als Thyssen-Stipendiat am Lehrstuhl für Geschichte der Naturwissenschaften der Universität München und am Warburg Institute in London, von 2011 bis 2012 war er als Minerva-Stipendiat am Department of History der Universität Tel Aviv. Im Jahr 2012 wurde Riedlberger im Fach Geschichte der Naturwissenschaften über den spätantiken Mathematiker Domninos von Larisa in München zum Dr. rer. nat. promoviert. Darauf folgte im Jahr 2019 eine dritte Promotion, diesmal in Rechtswissenschaft an der Universität Tübingen mit einem Thema zur spätrömischen Rechtsgeschichte.
Von 2010 bis 2015 hatte Riedlberger Lehraufträge an der Universität Augsburg und arbeitete von April bis September 2014 zudem als Akademischer Mitarbeiter an der Juristischen Fakultät der Universität Tübingen. Ab 2015 forschte er an der Trimberg Research Academy der Universität Bamberg, noch in demselben Jahr erhielt er einen Starting Grant des Europäischen Forschungsrats (ERC) für sein Projekt The Proceedings of the Ecumenical Councils from Oral Utterance to Manuscript Edition as Evidence for Late Antique Persuasion and Self-Representation Techniques, das er seit 2016 an der Universität Bamberg als Forschungsgruppenleiter durchführte. Ende 2020 erhielt Riedlberger einen ERC Consolidator Grant in Höhe von 2 Millionen Euro. Seit 2021 ist er W2-Professor für spätantike Geschichte und Kultur in Bamberg.
Den Schwerpunkt seiner Forschung bilden Literatur und Kultur der Spätantike. Kennzeichnend dabei ist insbesondere eine fächerübergreifende Herangehensweise, die philologische mit historischen und rechtsgeschichtlichen Fragestellungen verbindet.
Riedlberger war daneben auch als Übersetzer und als freier IT-Journalist im Print- und Online-Bereich tätig. Zu seinen Übersetzungswerken gehört die zweibändige Gesamtdarstellung Rom und das Reich in der hohen Kaiserzeit der französischen Althistoriker François Jacques (1946–1992) und John Scheid (Band 1, deutsch 1998) und Claude Lepelley (1934–2015) (Band 2, deutsch 2001), das eine strukturelle Darstellung der Geschichte des Römischen Reiches zwischen 44 v. Chr. und 260 n. Chr. umfasst. Riedlberger ist Mitglied von Mensa in Deutschland.

## Schriften
- Philologischer, historischer und liturgischer Kommentar zum 8. Buch der Johannis des Goripp nebst kritischer Edition und Übersetzung. Forsten, Groningen 2010, ISBN 978-9-069-80157-5 [Nachdruck Brill, Leiden/Boston 2013, ISBN 978-9-004-25000-0].
- Domninus of Larissa. Encheiridion and spurious works. Introduction, critical text, English translation, and commentary. Serra, Pisa/Rom 2013, ISBN 978-88-6227-567-5 [= Mathematica Graeca Antiqua 2].
- Prolegomena zu den spätantiken Konstitutionen. Nebst einer Analyse der erbrechtlichen und verwandten Sanktionen gegen Heterodoxe. Frommann-Holzboog, Stuttgart-Bad Cannstatt 2020, ISBN 978-3-7728-2886-7.